# Commiphora africana
Commiphora africana là một loài thực vật có hoa trong họ Burseraceae. Loài này được (A.Rich.) Endl. mô tả khoa học đầu tiên năm 1883.